# Down on Me
Down on Me - singiel amerykańskiego piosenkarza Jeremiha. Utwór pochodzi z albumu All About You. Gościnnie występuje raper 50 Cent.

## Lista utworów
1. "Down on Me" (feat. 50 Cent) - 3:48

## Notowania
| Notowanie (2010-2011)                | Najwyższa pozycja |
| ------------------------------------ | ----------------- |
| U.S. Billboard Hot R&B/Hip-Hop Songs | 20                |